# Gundolf Thoma
Gundolf Fritjof Thoma (20 marzo 1965) è un ex sciatore alpino tedesco che gareggiò per la nazionale tedesca occidentale.

## Biografia
Gundolf Thoma, originario di Hinterzarten, proviene da una famiglia di grandi tradizioni negli sport invernali: è nipote del combinatista nordico Georg e cugino del saltatore con gli sci Dieter. Specialista delle prove tecniche, prese parte ai Mondiali juniores di Auron 1982 e Sestriere 1983; in Coppa del Mondo ottenne il 25º posto nello slalom speciale di Kitzbühel del 19 gennaio 1986 e il suo ultimo risultato agonistico fu la medaglia di bronzo vinta nella medesima specialità ai Campionati tedeschi 1988. Non prese parte a rassegne olimpiche né ottenne piazzamenti ai Campionati mondiali.

## Palmarès

### Campionati tedeschi
- 2 medaglie (dati parziali fino alla stagione 1985-1986)[1]:
  - 2 bronzi (slalom speciale nel 1986; slalom speciale nel 1988)